# Norton (Kansas)
Norton es una ciudad ubicada en el condado de Norton en el estado estadounidense de Kansas. En el año 2010 tenía una población de 2928 habitantes y una densidad poblacional de 585,6 personas por km².

## Geografía
Norton se encuentra ubicada en las coordenadas 39°50′0″N 99°53′27″O / 39.83333, -99.89083 (39.833338, -99.890899).

## Demografía
Según la Oficina del Censo en 2000 los ingresos medios por hogar en la localidad eran de $30,339 y los ingresos medios por familia eran $36,179. Los hombres tenían unos ingresos medios de $25,943 frente a los $20,559 para las mujeres. La renta per cápita para la localidad era de $16,438. Alrededor del 9.5% de la población estaban por debajo del umbral de pobreza.